# Mandrake (Band)
Mandrake ist eine norddeutsche Gothic-Metal-Band.

## Geschichte
Lutz de Putter gründete Mandrake 1996 im ostfriesischen Emden. Der Name leitet sich von Mandragora officinarum ab, dem lateinischen Namen der Gemeinen Alraune, der nachgesagt wird, sie schenke ewiges Leben. Die Band nahm 1997 das erste Demo mit dem Titel Mandragora Officialis auf. Im Jahr 1998 folgte das selbstproduzierte Debütalbum Forever, das er mit Hilfe verschiedener Gastmusiker realisierte. Das Album bot eine Mischung aus langsamem Death Metal und Gothic-Elementen und war von Bands wie Crematory oder My Dying Bride inspiriert. 1999 kam Sängerin Birgit Lau zur Band. Nach verschiedenen Besetzungswechseln immer noch ohne Plattenvertrag, nahm die Band 2002 eine Promo mit dem Titel Entwine auf. Die Band orientierte sich zunehmend von den Aspekten des Doom Metal fort. Zu Innocence Weakness wurde „abgesehen von einzelnen Passagen“ kein, dem Gothic Metal zugrundeliegender Doom Metal mehr wahrgenommen. „Zwar geh[e] die Band durchaus melancholisch und stimmungsvoll zu Werke, agier[e] aber keinesfalls schwermütig, sondern eher leichtfüßig und teilweise fast unbeschwert locker.“
2003 unterzeichnete die Band einen Plattenvertrag bei dem deutschen Independent-Label GreyFall, einem Sublabel von Prophecy Productions. Das Label veröffentlichte das zweite Album Calm the Seas, 2005 folgte The Balance of Blue und 2007 Mary Celeste. Für sämtliche Kompositionen und Texte zeichnen Lutz de Putter und Jörg Uken verantwortlich.

## Diskografie
Alben
- 1998: Forever (DynaLex / Eigenproduktion)
- 2003: Calm the Seas (GreyFall / Prophecy Productions)
- 2005: The Balance of Blue (GreyFall / Prophecy Productions)
- 2007: Mary Celeste (GreyFall / Prophecy Productions)
- 2010: Innocence Weakness (Promedia / Soulfood Music)

Samplerbeiträge
- 2000: Nightshades auf Sonic Seducer Sampler
- 2001: Everything Dies auf Blood, Sweat and Tears - A Tribute To Type O Negative (SPV)
- 2003: Shine auf Orkus Compilation XII (Orkus)
- 2006: The Necklace auf Gothic Spirits Vol. 3 (ZYX Music)
- 2006: Ode to the Outside World auf Gothic Spirits Vol. 4 (ZYX Music)
- 2008: Forgiven auf Gothic Spirits Vol. 7 (ZYX Music)